# Мемфис Гризлис
Мемфис Гризлис е професионален баскетболен отбор от Мемфис. Състезава се в НБА в Югозападната дивизия на Западната Конференция.

## История

### Ванкувър Гризлис
Тимът стартира съществуването си като Ванкувър Гризлис, които са един от двата нови отбора в НБА през 1995 година заедно с Торонто Раптърс. Добавянето на Раптърс и Гризлис е също така част от стратегията на НБА за експанзия в Канада. За 6-те си сезона във Ванкувър тимът е един от най-слабите отбори в Западната Конференция и никога не е стигал до плейофите, като най-доброто им постижение е 11 място през сезон 1997–98. Липсата на резултати води и до слаба посещаемост, която е и една от най-слабата в цялата лига.
Много играчи също така отказват да играят за Ванкувър, като сред най-честите причини са слабият канадски долар по това време, както и нежеланието на някои да се преместят в Канада. Един от най-фрапантните случаи е този на Стийв Френцис, 3-тия от драфта през 1999 година. Френцис обмисля да играе за Гризлис, но след инцидент на летището във Ванкувър, където служителите го бъркат за рапър, той преминава в Хюстън Рокетс.

### Преместване в Мемфис
Отборът е продаден на 25 януари 2001 година на Майк Хайзли за 160 милиона долара. Хайзли първоначално заявява, че ще запази франчайза във Ванкувър и ще се опита да го направи печеливш отбор. Но слабите загуби, ниската посещаемост и трупащите се загуби правят оставането на Гризлис в Британска Колумбия невъзможно. Впоследствие започват планове за релокация на франчайза, като спряганите кандидати са няколко - Анахайм, Бъфало, Сан Диего, Ню Орлиънс, Луисвил, Мемфис и Лас Вегас. Най-силни са кандидатурите от Анахайм, Луисвил, Мемфис и Ню Орлиънс. Анахайм и Ню Орлиънс имат готови арени, като Луисвил и Мемфис търсят одобрение за строеж на зала с публични средства. Анахайм обаче отпада поради няколко причини - първата е наличието на четири отбора от Калифорния (Лейкърс и Клипърс, които се намират в Лос Анджелис, Сакраменто Кингс и Голдън Стейт Уориърс), докато другата причина е факта, че ако използват арената на Анахайм Майти Дъкс, ще трябва да делят приходите с Walt Disney Company - по това време собственици на „могъщите патоци“. Ню Орлиънс впоследствие взима франчайза на Шарлът Хорнетс, който също обмисля преместване. Така Мемфис и Луисвил излизат на предни позиции, като мнозина подчертават и ролята на щатите Тенеси и Кентъки в колежанския баскетбол.
Впоследствие Хайзли избира Мемфис на 26 март 2001 година. Последният мач на Гризлис във Ванкувър е загуба от Хюстън Рокетс със 100–95 на 14 април, докато последния мач за Ванкувър Гризлис е победата над Голдън Стейт Уорирърс с 95–81 на 18 април. На 3 юли преместването на Гризлис е факт. В същото време Шарийф Абдур-Рахим преминава в Атланта Хоукс, като в замяна Гризлис получават като част от пакета 3-тия от драфта през 2001 година – Пау Гасол.

### Ерата Гасол
Гасол бързо се превръща в звездата на тима – още в първия си сезон с Гризлис той печели титлата „новобранец на годината“. Но Гризлис печелят само 23 победи и са на дъното в Западната конференция. Били Кнайт е заменен на поста генерален мениджър от легендата на Лос Анджелис Лейкърс Джери Уест, който за сезон 2003-04 печели титлата за „директор на годината“. Хюби Браун печели приза за „треньор на годината“, след като поема отбора през сезон 2002-03.
През 2004 година Гризлис записват първото си участие в плейофите в цялата история на франчайза. Гасол, заедно с Джейсън Уилямс, водят отбора до 50 победи от 82 мача, но губят всичките си срещи срещу Сан Антонио Спърс и отпадат още в първия кръг. Браун е сменен от бившия анализатор за TNT Майк Фратело по време на сезона и отново стигат до плейофите, но губят от Финикс Сънс в първия кръг. Фратело е освободен от поста си през 2007 година, като Уест подава оставка след края на сезон 2006-07.

### След ерата Гасол
През 2008 година Гасол преминава в Лос Анджелис Лейкърс като ко-звезда на Коби Брайънт. В замяна Гризлис получават Куаме Браун, Джаварис Критентън, Арън Макий, драфт правата на Марк Гасол (по-малкия брат на Пау), както и драфт избори в първия кръг за 2008 и 2010 година. През сезон 2009-10 отборът стига за първи път до втория кръг на плейофите, побеждавайки в първия кръг Сан Антонио Спърс с 4-2, но губят с 3-4 от Оклахома Сити Тъндър. През 2013-а стигат до финала на Западната конференция, като побеждават Лос Анджелис Клипърс (4-2) и Оклахома Сити Тъндър (4-1) преди да загубят с 4-0 от Спърс на финала. 